# Dieter Nippert
Dieter Nippert (* 15. Januar 1937 in Luckenwalde; † 14. Juni 2018) war ein deutscher Politiker der CDU.
Nach dem Besuch der Volksschule ließ sich Nippert zum Dreher ausbilden, 1955 schloss er diese Ausbildung mit dem Facharbeiterbrief ab. Danach arbeitete er zehn Jahre lang in der Metallindustrie, davon sieben Jahre in Genf. 1965 wechselte er zum Berliner Fernmeldeamt 2, wo er bis 1970 als technischer Angestellter tätig war. Über den zweiten Bildungsweg besuchte er einen Abendlehrgang am Berlin-Kolleg, den er 1967 mit dem Abitur abschloss. Daraufhin studierte er Volkswirtschaft und Politische Wissenschaften an der FU Berlin, das Studium schloss er als Diplom-Politologe ab. 1970 wurde er zum Regionalbeauftragten der Konrad-Adenauer-Stiftung in Manila, der Hauptstadt der Philippinen berufen, diese Position hatte er bis 1975 inne. Danach kehrte er nach Berlin zurück und übernahm den Posten des Planungsbeauftragten beim Bezirksamt in Schöneberg. Von 1978 bis 1985 leitete er die Programmabteilung des Deutschen Entwicklungsdienstes in Kladow, er war zugleich auch stellvertretender Geschäftsführer. Nippert war Mitglied des Unionshilfswerks.
1959 trat Nippert in die CDU ein, in der er eine Zeit lang den stellvertretenden Vorsitzenden des Kreisverbandes Schöneberg stellte. 1979 wurde er erstmals in die Bezirksverordnetenversammlung gewählt, dort amtierte er zeitweilig als Vorsitzender der CDU-Fraktion. 1985 übernahm er das Amt des Schöneberger Bezirksstadtrats für Finanzen und Wirtschaft, dieses hatte er bis 1995 inne. Danach wechselte er als Abgeordneter in das Abgeordnetenhaus von Berlin. Diesem gehörte er bis 2001 an, zuletzt direkt gewählt im Wahlkreis Schöneberg 3.